# Liljeholmen

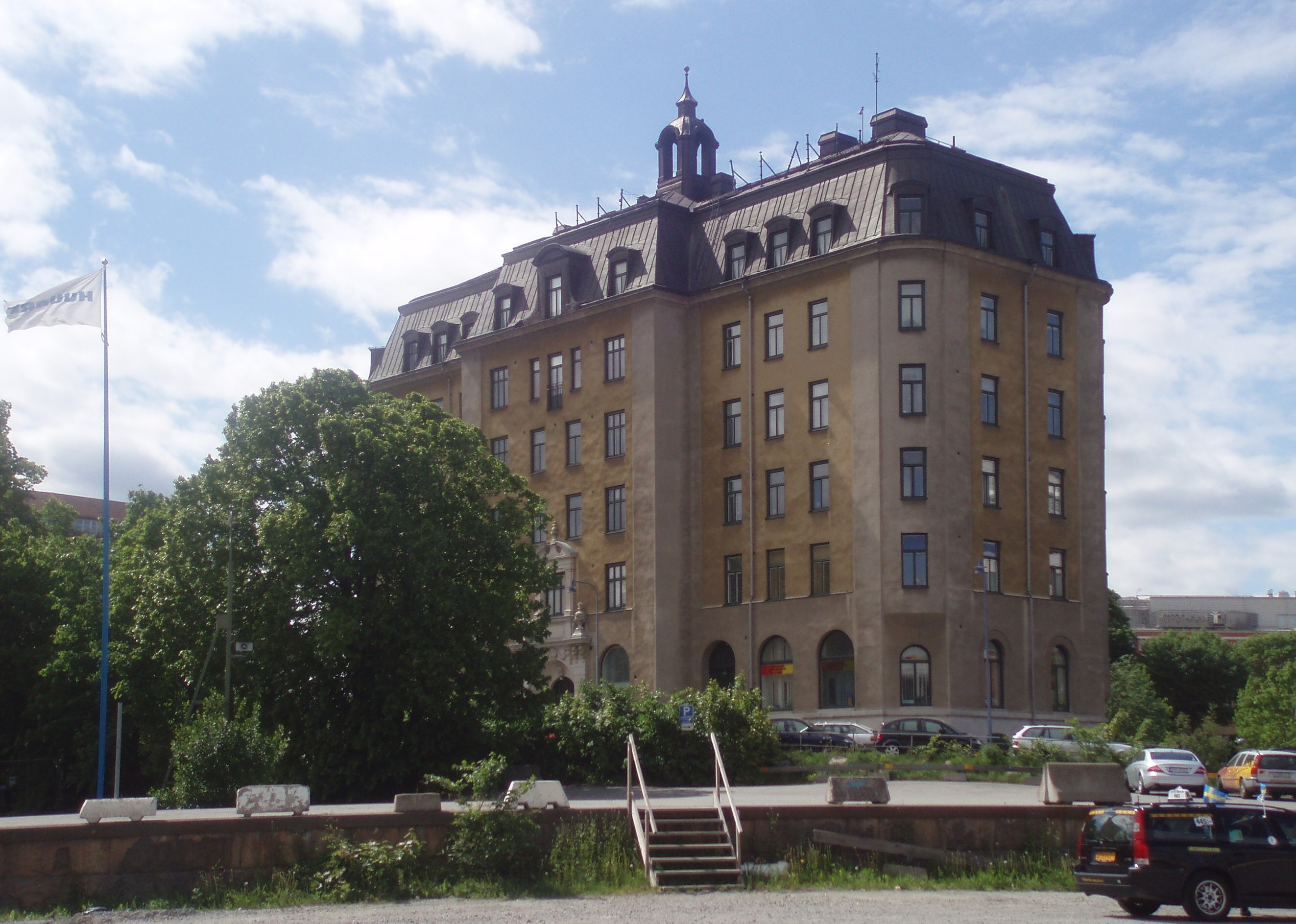
Liljeholmen

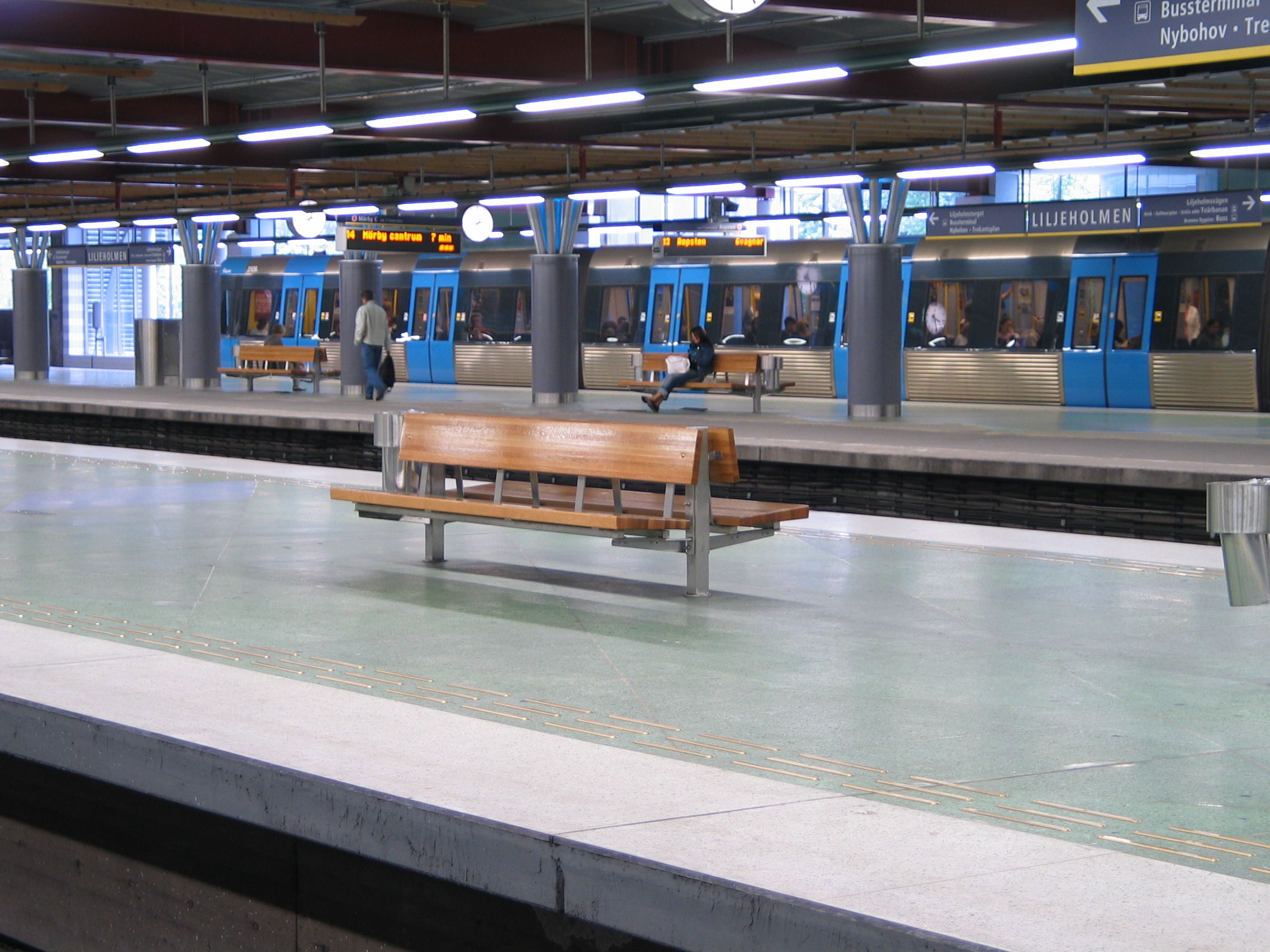
Banco na estação de Liljeholmen.

Liljeholmen é um bairro da cidade de Estocolmo, situado na zona de Söderort e integrado na comuna de Estocolmo. Integra a freguesia de Hägersten-Liljeholmen.
Faz fronteira com os bairros de Årsta, Västberga, Midsommarkransen, Aspudden, Gröndal e Södermalm.

## História
Em 1860, Liljeholmen tornou-se o primeiro subúrbio situado fora dos limites da cidade de Estocolmo. Constituiu uma comunidade pertencente ao município de Brännkyrka até 1913, ano em que viria a ser incorporado em Estocolmo.
Actualmente, Liljeholmen possui indústria e escritórios em Årstadal, apartmentos em Nybohov, Nyboda e no lago Trekanten. Encontram-se em construção novas áreas comerciais à volta da praça central e nas antigas áreas industriais perto de Årstaviken, fazendo parte integrante de diversos projectos para aumentar o núcleo interior de Estocolmo.

## Estação do metropolitano

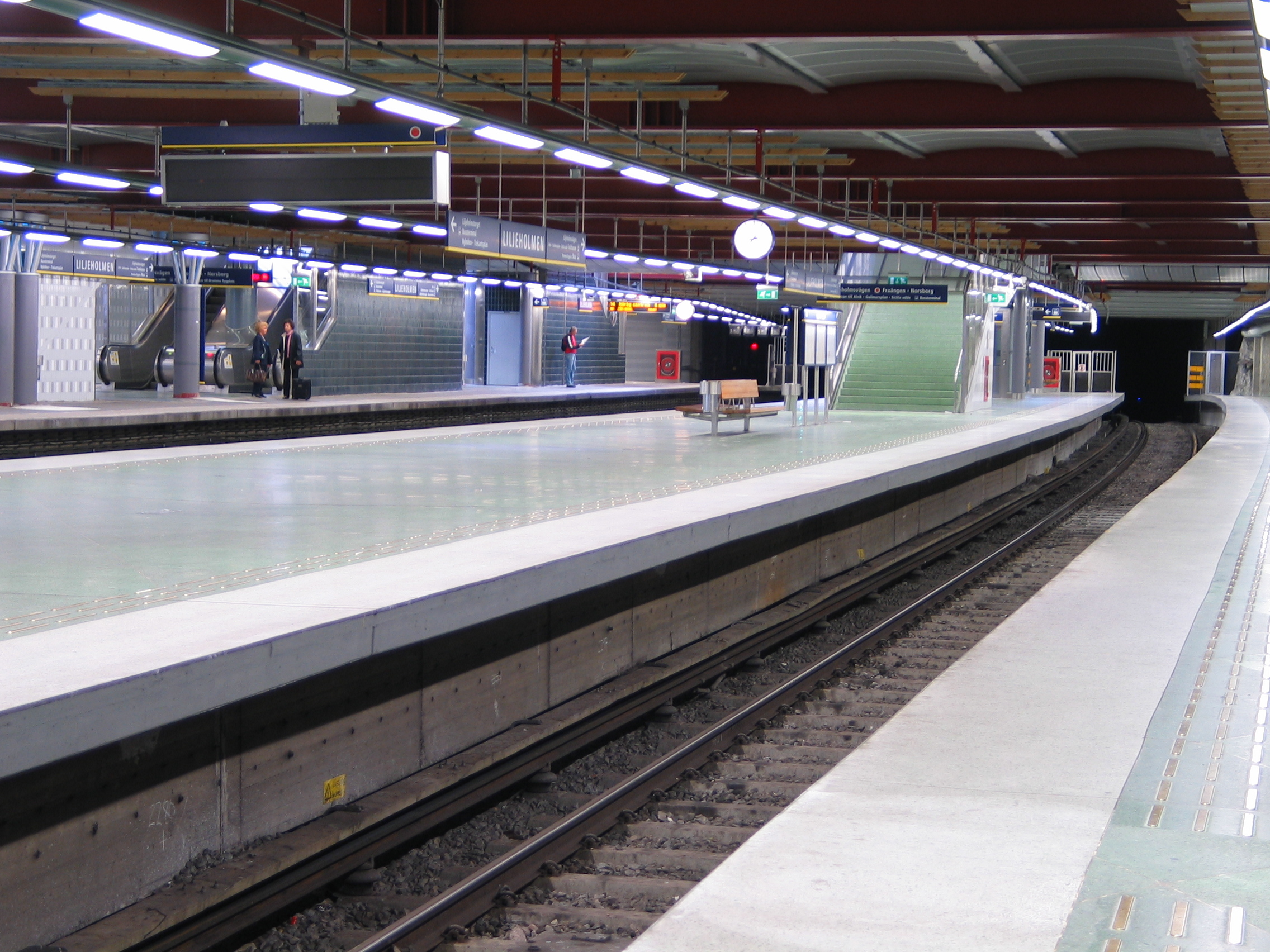
Estação de Liljeholmen

Liljeholmen alberga uma estação do Metropolitano de Estocolmo com o seu nome. Situa-se entre as estações de Hornstull e de Aspudden (na linha 13) e Midsommarkransen (linha 14). Encontra-se num ponto central do bairro.
Constitui a décima maior estação do metropolitano local, com cerca de 37 000 passageiros por dia. Situa-se a cerca de 3,4 km da estação de Slussen, tendo sido inaugurada em 5 de Abril de 1964, em simultâneo com a inauguração da linha então chamada t-bana 2, que mais tarde viria a ser designada por linha vermelha. 
Sofreu obras de remodelação no início da década de 2000, tendo sido convertida de estação ao ar livre para estação coberta. Nas suas imediações, foram nessa altura construídas uma nova praça e novas lojas.